# The Yards
Pour plus de détails, voir Fiche technique et Distribution.
The Yards ou Trahison au Québec est un film américain réalisé par James Gray, sorti en 2000.
Il est présenté en sélection officielle au festival de Cannes 2000 où il reçoit un accueil froid mais trouve un très bon accueil auprès de la presse malgré le fait qu'il n'a rapporté qu'un dixième de ce qu'il avait couté.

## Synopsis
À New York, Leo Handler (Mark Wahlberg), sort de prison et retrouve sa mère malade. Il est plein de bonnes intentions. Comme elle le souhaite, il va chercher un travail honnête. Le nouveau mari de sa tante, Frank (James Caan), dirige l'Electric Rail Corporation, une société qui bénéficie de contrats municipaux pour l'entretien du métro dans le Queens. Il lui propose un travail après un stage de formation qu'il se propose de financer. Mais Leo a besoin d'argent tout de suite pour aider sa mère alors il préfère suivre le fiancé de sa cousine, le flambeur et séduisant Willie (Joaquin Phoenix). Willie  travaille lui aussi pour Frank, mais dans un domaine dont Leo comprend trop tard la nature : la corruption et l'intimidation des entreprises concurrentes. Il est entraîné dans la gare ferroviaire (« the yards ») dans une expédition nocturne de sabotage qui tourne mal. Un gardien est poignardé par Willie. Leo est arrêté puis relâché par la police mais il a été le témoin du meurtre. Un témoin très gênant pour toute la famille...

## Fiche technique
Sauf indication contraire, les informations mentionnées dans cette section peuvent être confirmées par la base de données cinématographiques IMDb,  présente dans la section « Liens externes ».
- Titre original et français : The Yards
- Titre québécois : Trahison
- Réalisation : James Gray
- Scénario : James Gray et Matt Reeves
- Musique : Howard Shore
- Photographie : Harris Savides
- Montage : Jeffrey Ford
- Décors : Kevin Thompson
- Costumes : Michael Clancy
- Production : Kerry Orent, Paul Webster, Nick Wechsler, Christopher Goode, Matt Reeves, Jonathan Gordon, Bob Weinstein et Harvey Weinstein
- Sociétés de production : Industry Entertainment et Miramax Films
- Sociétés de distribution : Miramax (États-Unis), BAC Films (France)
- Budget : 20 millions de dollars[2]
- Pays de production : États-Unis
- Langue originale : anglais
- Format : Couleurs - 2,35:1 - DTS / Dolby Digital / SDDS - 35 mm
- Genre : drame, policier
- Durée : 115 minutes
- Dates de sortie :
  - France : 19 mai 2000 (festival de Cannes - compétition officielle)
  - États-Unis : 27 octobre 2000
  - France : 1er novembre 2000

## Distribution
- Mark Wahlberg (VF : Damien Ferrette) : Leo Handler
- Joaquin Phoenix (VF : Boris Rehlinger) : Willie Gutierrez
- Charlize Theron (VF : Anneliese Fromont) : Erica Stoltz
- James Caan (VF : Sylvain Corthay) : Frank Olchin
- Ellen Burstyn (VF : Francine Bergé) : Val Handler
- Faye Dunaway (VF : Martine Chevallier) : Kitty Olchin
- Tony Musante (VF : François Siener) : Seymour Korman
- Steve Lawrence (VF : Michel Favory) : Arthur Mydanick
- David Zayas (VF : Paul Borne) : l'officier de police Jerry Rifkin
- Andrew Davoli : Raymond Price
- Victor Argo (VF : Jean-Jacques Moreau) : Paul Lazarides
- Tomás Milián (VF : Jacques Richard) : Manuel Sequiera
- Robert Montano : Hector Gallardo
- Victor Arnold (VF : Christophe Allwright) : Albert Granada
- Joe Lisi (VF : Patrick Raynal) : Elliot
- Chad Aaron : Bernard Stoltz
- Louis Guss : Nathan Grodner

## Production
Le film s'inspire d'un scandale de corruption du métro de New York auquel a été lié le père de James Gray. Ce dernier a par ailleurs passé sa jeunesse dans le Queens. Il explique dans une interview aux Inrockuptibles qu'il lui a fallu cinq ans pour imposer son scénario aux grands studios : « C'est très autobiographique [...] Mon père a travaillé dans le business du métro à New York. J'ai donc beaucoup observé ce monde quand j'étais jeune, en particulier la corruption qui y règne. C'est ma version de Sur les quais de Kazan, en remplaçant les quais par les rames de métro. D'ailleurs, le titre du film, The Yards, évoque les voies de garage du métro new-yorkais [...] The Yards est un drame social inspiré de ma propre expérience, des gens que j'ai croisés, avec une pincée de Visconti... Le Visconti de Rocco et ses frères. »
Le tournage s'est déroulé de mai à août 1998 à New York (Bronx, Queens et Roosevelt Island), ainsi que dans le New Jersey. La New York City Transit Authority avait initialement refusé de prêter ses installations pour le film. La production avait alors décidé d'utiliser des locaux abandonnés et de tourner des séquences en studio. Finalement, un accord a été trouvé avec la NYCTA pour des installations sur la 207e rue. Lors du tournage, James Gray demande au directeur de la photographie Harris Savides de s'inspirer de l'atmosphère d'un peintre qu'il affectionne, Georges de La Tour.
Sous la pression du producteur Harvey Weinstein, James Gray a été forcé de tourner une fin moins pessimiste pour la diffusion en salle. Dans la version cinéma, le film se termine sur un monologue de Mark Wahlberg où il explique tous ses regrets. Tandis que dans la version director’s cut, le film se conclut sur l’image déchirante de la famille meurtrie par la mort du personnage de Charlize Theron : une fin qui a beaucoup plus de sens que celle de la version cinéma.

## Sortie

### Retard
Tourné en 1998, le film ne sort qu'en 2000. La postproduction est marquée par de nombreux différends créatifs entre le réalisateur et les producteurs, révélés dans l'ouvrage Sexe, Mensonges & Hollywood de Peter Biskind. De plus, le film est cité dans un article du Daily Telegraph de 2017 intitulé Harvey Scissorhands: 6 Films Ruined by Harvey Weinstein (« Harvey aux mains d'argent : 6 films gâchés par Harvey Weinstein » en français).

### Accueil
Le film reçoit des critiques partagées aux États-Unis. Sur l'agrégateur américain Rotten Tomatoes, il récolte 64% d'opinions favorables pour 96 critiques et une note moyenne de 5,96⁄10. Sur Metacritic, il obtient une note moyenne de 58⁄100 pour 31 critiques.
En France, le film obtient une note moyenne de 4,1⁄5 sur le site Allociné, qui recense 26 titres de presse.

### Box-office
Dans une interview, James Gray a confié que le film « n'a pas engrangé un million de dollars de recettes (aux États-Unis), alors qu'il en avait coûté vingt ». En France, il ne totalise que 393 149 entrées.

## Réception critique
En 1999, Les Inrockuptibles loue le film pour sa tonalité crépusculaire et ses dialogues chuchotés, affirmant qu'il échappe ainsi à une forme d’académisme.
Lors de sa sortie en France, Première lui accord trois étoiles, appréciant grandement le film pour son ses mises en scènes à un découpage de plans visés-serrés, le jeu des acteurs, sa musique et son jeu d'ombres lumières. Libération parle également de tragédie, soulignant que le film dévoile la nature humaine sous toute ses formes. Le Monde qualifie pour sa part le film d'œuvre à la beauté secrète et à l’envoûtement lancinant, qui vaut en réalité infiniment mieux que ce que les critiques de Cannes ont pu écrire dessus. Le Temps parle quant à lui d'un chef-d'œuvre la tragédie moderne.
2009, Le Figaro affirme que le film renouvelle le genre du polar noir.
En 2018, Le Monde loue le film pour sa précision maniaque à montrer le fonctionnement – voir le dysfonctionnements – des institutions new-yorkaises, depuis sa police en passant par son tribunal ainsi que les commissions d’arbitrage de la Grosse Pomme, exhibant de la sorte les failles de la loi.
En 2024, Télérama trouve ce film grandiose, le comparant à une tragédie grecque.

## Bande originale
- Boo-go-loo, interprété par Les McCann
- Elusive Butterfly, interprété par Petula Clark
- Saturn, tiré de l'œuvre de Gustav Holst « Les Planètes », interprété par l'Orchestre philharmonique de Londres, dirigé par Howard Shore
- Welcome To Tokyo, Otis Clay, interprété par Clinton
- I'm Beginning To See The Light, interprété par Peggy Lee
- Samba de Janeiro, interprété par Bellini
- R.E.A.L.I.T.Y., interprété par KRS-One
- Affirmation, interprété par George Benson
- Afterglow, composé par C. Johnson
- I Can't Wait to Meetchu, interprété par Macy Gray
- No One Is to Blame, interprété par Howard Jones
- Happy Shoppers, composé par Dick Walter

## Distinctions
- En compétition officielle lors du festival de Cannes 2000.
- Prix du meilleur second rôle masculin pour Joaquin Phoenix, par la National Board of Review en 2000.
- Prix du meilleur second rôle masculin pour Joaquin Phoenix, lors des Broadcast Film Critics Association Awards en 2001.